# Військова академія Генерального штабу (Росія)
55°38′59″ пн. ш. 37°28′26″ сх. д. / 55.64972222° пн. ш. 37.47388889° сх. д.
Військова акаде́мія Генера́льного шта́бу — вищий військовий навчальний заклад у Російській імперії, СРСР та Російській Федерації. Завданням академії була підготовка офіцерів з вищою військовою і вищою військово-спеціальною освітою.

## Історія навчального закладу

### Російська імперія
Офіційна назва при створенні — Імператорська військова академія, з 1855 року носила назву Миколаївська академія Генерального штабу (у пам'ять імператора Миколи I), з 1909 року — Імператорська Миколаївська військова академія. Миколаївська академія генерального штабу була заснована по велінню імператора Миколи I 26 листопада 1832 року на базі училища колонновожатих, розташованого в Петербурзі і Москві в 1816—1823 рр. і в Петербурзі в 1823—1825 рр., під назвою Імператорської військової академії, за проєктом генерала-ад'ютанта барона Жоміні: «для освіти офіцерів до служби Генерального штабу» і «для вящего поширення знань в армії».
Урочиста церемонія відкриття академії була приурочена до дня свята Святого Георгія Переможця — 8 грудня.
Академія знаходилася в підпорядкуванні начальника Головного штабу і організаційно складалася з адміністративної і навчальної частини. За статутом на чолі академії повинні були знаходитися президент і віце-президент.
Звання почесного президента академії був удостоєний великий князь Михайло (молодший брат імператора).
Спочатку курс навчання був розрахований на 2 роки (теоретичний і практичний класи).
Утворення академії поклало початок формуванню корпусу офіцерів Генерального штабу. До даної категорії зараховувалися обер-офіцери в чині не нижче за поручника, що прослужили в лавах стройових частин не менше 2 років і що закінчили академію (або що витримали при ній іспит). З 1840 р. найкращі з вихованців кадетських корпусів і Дворянського полку кількістю 30 осіб прикомандировувалися безпосередньо до гвардійського штабу для вступу через 2 роки в академію.
Спочатку служба в Генеральному штабі не давала жодних переваг, і число абітурієнтів академії було невеликим. Після введення деяких переваг для корпусу офіцерів Генерального штабу в 1852 р. наплив офіцерів до академії посилився і прикомандирування випускників кадетських корпусів було припинене. До академії могли вступати офіцери не молодше 18 років і в чинах не старші за капітана армії і штабс-капітана гвардії, артилерії і саперів.
Офіцери, що служили поза Петербургом, спочатку тримали попередній іспит при корпусних штабах. У самій академії офіцери, що бажали поступити в теоретичний клас, повинні були витримати вступний іспит, а для тих, що бажали поступити безпосередньо в практичний клас, — і вступний, і перехідний.
Після закінчення курсу офіцери відряджалися на 1 рік до зразкових частин для ознайомлення із службою. Випуск проводився в жовтні. Випускники, що закінчили по 1-у розряду, отримували наступний чин, по 2-у — випускалися тим же чином, а по 3-у — поверталися в свої частини і в Генеральний штаб не переводилися. Армійські офіцери переводилися в Генеральний штаб з тим же чином, артилеристи, інженери і гвардійці — з підвищенням (гвардійці ще із старшинством в останньому чині).
У 1850—1855 рр. академія випускала щорічно у середньому 23 людини. З 1894 р. квота на число тих, що поступають, була скасована. Правда, при цьому змінилися і правила розподілу випускників. Після другого курсу офіцери випускалися у війська, найкращі з потоку офіцери поступали на додатковий курс. Ті, що закінчили додатковий курс, зараховувалися до Генерального штабу. Ті, що закінчили академію, як правило, займали згодом вищі командні пости.
Проте досить велике число офіцерів з різних причин відраховувалися до закінчення курсу. Так з 1881 по 1900 рр. було відраховано 913 осіб.
Під час Першої світової війни заняття в академії були припинені.
Всього до 1917 року академія підготувала 4532 офіцери Генерального штабу і зробила значний внесок до теорії військової справи і розвитку військового мистецтва.
Багато випускників Миколаївської академії зарекомендували себе як видні воєначальники, військові учені. Відомі випускники академії, що стали полководцями, воєначальниками і ученими. У їх ряду Мілютін Д. О., Радецький Ф. Ф., Пржевальський М. М., Скобелев М. Д., Снєсарєв А. Є., Куропаткін О. М., Корнілов Л. Г., Обручев М. М., Кондратенко Р. І., Шапошников Б. М..

### Радянські часи
1917 року чимало вихованців академії перейшло на бік Радянської влади і взяло активну участь у будівництві Збройних Сил Радянської держави.
Громадянська війна 1917—1922 років, що вибухнула після Жовтневої революції, зажадала значної кількості командних кадрів, для підготовки яких була збережена Миколаївська академія Генерального штабу, як попередниця створеною в грудні 1918 року Академії Генерального штабу РККА. За час Громадянської війни вона підготувала великий загін командирів з робітників і селян. Багато випускників академії командували з'єднаннями і об'єднаннями і внесли вагомий вклад до перемоги в Громадянській війні.
Практичне здійснення нових завдань переходу на мирний час зажадало зміни профілю академії: на передній план висувалася тактика, яка стала провідною військовою дисципліною. У зв'язку з цим 5 серпня 1921 року Академія Генерального штабу була перейменована у Військову академію РСЧА (з 1925 року — імені М. В. Фрунзе), головним завданням якої стала підготовка командного складу середньої ланки.
Для підготовки старшого і вищого командного складу в тому ж році стали діяти Вищі воєнно-академічні курси, перейменовані в 1925 році в Курси удосконалення вищого начальницького складу. У цих же цілях в 1931 році при Військовій академії РККА імені М. В. Фрунзе створюється оперативний факультет.
2 квітня 1936 року ЦК ВКП (б) і Рада Народних Комісарів СРСР ухвалили рішення відтворити Академію Генерального штабу, поклавши на неї підготовку командних кадрів старшої і вищої ланки Червоної Армії і розробку найважливіших проблем військової науки.
1 листопада 1936 року в академії почалися навчальні заняття.
У роки Німецько-радянської війни 63 вихованці академії стали Героями Радянського Союзу, а троє вихованців академії — Маршал Радянського Союзу Василевський О. М., генерали армії Говоров Л. О. і Антонов О. І. — за особливі військові заслуги були нагороджені вищим полководницьким орденом Перемога (Василевський О. М. — двічі). Велика група вихованців академії була нагороджена полководницькими орденами: Суворова, Кутузова, Олександра Невського, Богдана Хмельницького. Лише орденом Суворова 1 ступеня нагороджено 20 полководців.
Підсумком праці педагогічного складу в роки війни стало нагородження її орденом Суворова I ступеня (1945 р.). За період з 1936 по 1992 академія підготувала тисячі висококваліфікованих командирів і воєначальників для Збройних Сил СРСР і армій дружніх Радянському Союзу держав. Це учасники Громадянської війни, творці і будівельники Червоної Армії, відомі воєначальники.
У Німецько-радянську війну випускники академії керували військами фронтів, арміями, несли службу в Генеральному штабі, центральних управліннях Наркомату, а потім Міністерства Збройних Сил і Міністерства оборони СРСР.
Слухачем, а з 1945 року й викладачем академії був генерал-майор та відомий правозахисник Петро Григорович Григоренко.
За вклад в підвищення обороноздатності країни, забезпечення її національної безпеки, успіхи на фронтах Другої Світової війни і якісну підготовку військових фахівців академія нагороджена орденами Леніна, Червоного Прапора, Суворова I ступеня та багатьма іноземними орденами. Сьогодні Військова академія Генерального штабу ЗС РФ є головним вищим військово-навчальним закладом країни і провідним центром наукових досліджень в області оборони й забезпеченні безпеки держави.
Випускники Військової академії Генерального штабу ВС РФ проходять службу в найвищих органах управління Збройних Сил і інших військ (сил), на командних і штабних посадах, працюють в органах державного управління Російської Федерації.

## Адреса
- 117571, м. Москва, Вернадського проспект., 100